# Khaira Arby
Khaira Arby (Tombuctú, 21 de septiembre de 1959-Bamako, 19 de agosto de 2018) fue una cantante malíense.

## Biografía
Hija de padre tuareg y de madre songhaï, cantaba desde su juventud para casamientos y fiestas tradicionales. En 1972, con once años, cantaba en un grupo en la ciudad de Tombuctú. Era la época de la presidencia de Moussa Traoré. La política cultural del estado malí quería salvaguardar y desarrollar la cultura malí tradicional.Motivada por ello, abandonó su ciudad natal para formar parte de una agrupación artística de Gao, una ciudad a 400 km al este, ubicada como Tombuctú sobre el río Níger y en un territorio de transición, el Sahel, entre el Sáhara al norte y la sabana al sur. Su padre y después su marido intentaron hacerle abandonar su sueño de una carrera artística, pero, después de una pausa, reanudó esa actividad musical que le apasionaba en el seno del grupo Badema Nacional. Divorciada de su marido, reticente al verle emprender esa vía, después se casaría nuevamente.
En 1992, fue la primera mujer maliense que inició su carrera profesional con su propio nombre. A partir de la década de 2010, comenzó a darse a conocer más allá de Malí y tuvo éxito en América del Norte. Realizó giras por Estados Unidos. Asistió al Pop Montreal en 2010 y Festival Internacional de Jazz de Montreal, en 2011.
En 2012, los yihadistas, ayudados de mercenarios tuareg que volvían de Libia, invadieron el norte de Malí y se apoderaronn del Sahel Khaira tuvo que irse al exilio e instalarse temporalmente en la capital de Malí, Bamako. En su ciudad natal de Tombuctú, los yihadistas amenazaron a miembros de su familia y destruyeron sus instrumentos. Tres años más tarde, en 2015, pudo volver a Tombuctú.
Escribe y canta en las lenguas indígenas de la región, el songhaï, el tamachek o tuareg, el bambara, el árabe. Su voz peculiar, robusta y ligeramente ronca, le caracteriza. Sus palabras directas abordan a menudo cuestiones delicadas. Mientras que las rebeliones tuaregs se sucedían, en 1990-1996, 2006,  2007-2009, ella promovía la paz. Cantaba sobre los derechos de la mujer, la autonomía, la formación, la felicidad y la vitalidad, y también contra la mutilació genital femenina. Musicalmente, mezcla instrumentación tradicional, de los n'goni, njarka y tambores, con una instrumentación eléctrica.